# Peterstown
Peterstown è un comune degli Stati Uniti d'America, situato nello Stato della Virginia Occidentale, nella contea di Monroe.